# Mesembrierigone alpina
Mesembrierigone alpina là một loài ruồi trong họ Tachinidae.